# Аль Аарааф
«Аль Аарааф» (англ. Al Aaraaf) — поема Едгара Аллана По, вперше опублікована в 1829 році, коли письменнику було 20 років. Поема заснована на історіях з Корану і розповідає про життя після смерті в місці під назвою Аль Аарааф.
Цей вірш отримав в основному негативну критику через свою складність, похмуру атмосферу і химерну структуру. Деякі з них, однак, зазначили потенціал молодого поета. Серед них Джон Ніл, якому Едгар По показав роботу перед публікацією.
Твір не завершено. З листування Едгара По видно, що він мав намір створити поему в 4-х частинах, а опублікований варіант містить лише дві частини.

## Сюжет
Аль Аарааф — це світ, або навіть «антисвіт», в якому існує Всесвіт Вищої Краси, тут немає нічого земного (поема відкривається словами «О, нічого земного»), все підпорядковується якійсь вищій волі. Найнезвичайнішою характеристикою цього фантастичного і нереального світу є те, що повітря має колір, а тишу можна почути. Аль Аарааф повинен був стати ідеальним світом і зосередженням чистих естетичних емоцій. Тобто відповідно до задуму Едгара По, Вища краса може бути зосереджена в одному місці і існувати без прив'язки до Людства, його історичного минулого.

## Аналіз
У міфологічному сенсі автор трактує смерть як певне покарання, кару за якийсь вчинок. У цьому випадку людина потрапляє до певного місця, у якому на неї чекатимуть муки та розплата за свої провини. Якщо ж життя людини правильне, то вона після смерті винагороджується перенесенням її до раю. У таких причино-наслідкових зв’язках і трактується синкретизм життя та смерті.
Численні критики намагалися дати різні трактування, але зійшлися в одному: це — «поема без героя», «спроба космічного мислення».
Сам По визначав зміст поеми як «розповідь про інший світ — про зірку, відкриту Тихо Браге, яка так раптово з'явилася і зникла, — а, може бути, зовсім і не розповідь ...». У Корані, який цитує поет, йдеться, що Аль-Аарааф — царство між небом і пеклом, своєрідне чистилище. Жителі цього царства можуть бачити рай, але позбавлені «знання» ангелів.
В «Аль-АарАаф» вперше з'являється образ Лігейї: рядки, присвячені їй, можуть стояти поруч із кращими віршами По. Лігейя, що уособлює гармонію світобудови, для поета нерозривно пов'язана з музикою. У цьому можна простежити зв'язок По з античною музичною естетикою, зокрема, з ученням про «гармонії сфер» піфагорійців і вченням про гармонію Геракліта.